# زند (قبيلة)

الزنديون حكمو بلاد فارس ما بين 1751 – 1794
زند قبيلة كردية تعيش في محافظة لورستان شمال غرب إيران ، تشتهر القبيلة كثيراً لكون كريم خان زند مؤسس الدولة الزندية في بلاد فارس ينتمي إليها، وتنتمي قبيلة زند إلى الأكراد الفيلية.